# Leptogium caespitosum
Leptogium caespitosum är en lavart som först beskrevs av Taylor, och fick sitt nu gällande namn av Swinscow & Krog. Leptogium caespitosum ingår i släktet Leptogium och familjen Collemataceae.   Inga underarter finns listade i Catalogue of Life.